# Trip.com
Trip.com é uma agência internacional de viagens online. O site é de propriedade do Trip.com Group (anteriormente Ctrip.com International, Ltd. na China), uma das maiores agências de viagens online do mundo, com mais de 400 milhões de usuários em todo o mundo, e também controladora do Skyscanner.
O site oferece serviços de reserva de voos, hotéis, trens, aluguel de carros, traslados de aeroportos, passeios e ingressos para atrações, e afirma oferecer mais de 1,2 milhão de hotéis em 200 países e regiões, além de mais de 2 milhões de rotas de voos conectando mais de 5.000 cidades. Bilhetes de trem para uso no Reino Unido, Alemanha, Japão, Coreia do Sul e China continental também estão disponíveis para compra no site.
Trip.com está disponível em 19 idiomas diferentes, incluindo inglês, chinês mandarim, japonês, coreano, russo, alemão, francês, italiano, espanhol, holandês, turco, polonês, grego, indonésio, malaio e tailandês, com o aplicativo móvel também apresentando vietnamita e filipina. Também fornece versões em inglês localizadas para Austrália, Cingapura, Estados Unidos e Hong Kong.
Trip.com foi adquirido pelo Trip.com Group em outubro de 2017.

## Anúncios recentes
- Em fevereiro de 2018, Trip.com tornou-se o primeiro terceiro a vender bilhetes Korail online com o lançamento de seu serviço de bilheteria ferroviária na Coreia do Sul.[6]
- Em março de 2018, a Trip.com fez parceria com a Deutsche Bahn para vender passagens de trem alemãs por meio de seu site e aplicativo móvel.[7]
- Em março de 2018, a Trip.com lançou seu serviço de aluguel de carros, abrangendo mais de 6.000 cidades.[8]
- Em junho de 2018, o transfer do aeroporto foi lançado nos sites da Trip.com em Hong Kong e em inglês, cobrindo inicialmente mais de 200 cidades em 55 países.[9]
- Em julho de 2019, o Trip.com expandiu o alcance de seu serviço de aluguel de carros em quatro principais mercados de idiomas.[10]
- Em dezembro de 2019, o site registrou um crescimento de 200% ano a ano na gama de produtos de aluguel de carros para a temporada de férias de inverno.[11]
- Em setembro de 2019, o Trip.com juntou-se ao Conselho de Turismo de Cingapura em uma parceria estratégica para o marketing de destinos.[12]
- Em 2019, ao lado do evento de 20º aniversário de sua empresa-mãe e do anúncio de sua nova identidade Trip.com Group, a Trip.com sediou sua primeira Airline Partner Conference, que reuniu mais de 50 companhias aéreas.[13]
- Em janeiro de 2020, a Trip.com fez parceria com a British Airways e a Iberia no padrão New Distribution Capability (NDC) para oferecer um inventário mais completo no site.[14]

## Aquisição pela Ctrip
A CTrip adquiriu o Trip.com em outubro de 2017. O negócio original, construído pelos empresários Travis Katz e Ori Zaltzman, era um site de reservas de viagens que apresentava conteúdo gerado pelo usuário e "tecnologia baseada em inteligência preditiva". No momento da aquisição, o CTrip informou que o Trip.com tinha mais de 60 milhões de usuários. O preço do negócio não foi divulgado. A startup com sede em Palo Alto levantou US$ 39 milhões em financiamento. Expedia, Redpoint Ventures e Battery Ventures estavam entre os investidores da empresa, que foi fundada em 2010.

## História da marca
Antes de sua aquisição pelo Trip.com Group em 2017, a marca Trip.com havia mudado de mãos várias vezes.
- O domínio foi comprado pela primeira vez em 1996 pela Trip Software Systems e depois vendido para o fundador da TheTrip.com, Antoine Toffa, em 1998, por US$ 5.000.
- Em 1999, a Galileo International comprou uma participação de 19% na Trip.com Inc. de Toffa e, em 2000, adquiriu a participação restante da Trip.com por US$ 214,4 milhões em uma combinação de dinheiro e ações.
- Em 2001, a Cendant adquiriu a Galileo e combinou a Trip.com com outra aquisição, a CheapTickets, para criar a Trip Network Inc. Em 2003, a Cendant deixou de operar o domínio Trip.com.
- Em 2009, a Orbitz Worldwide, uma empresa adquirida pela Cendant em 2004 por US$ 1,25 bilhão em dinheiro e posteriormente dividida em uma entidade separada de capital aberto, retomou o uso da marca Trip.com.
- Em 2013, a Orbitz deixou de operar o site Trip.com.
- Em 2015, a Expedia adquiriu a Orbitz Worldwide e herdou o domínio Trip.com.
- Em 2016, a Gogobot, uma empresa de pesquisa e reserva de viagens fundada pelos empresários Travis Katz e Ori Zaltzman, em 2010 adquiriu a marca Trip.com da Expedia e renomeou o serviço como Trip.com.
- Em 2017, a CTrip adquiriu a Trip.com e reposicionou a empresa como uma agência internacional de viagens online.[19]

## Prêmios
Prêmio Google Material Design 2019: Universalidade